# Zbory Boże w Liberii
Zbory Boże Liberii (ang. Liberia Assemblies of God) – chrześcijański wolny kościół protestancki o charakterze ewangelikalnym nurtu zielonoświątkowego działający w Liberii, wchodzący w skład Światowej Wspólnoty Zborów Bożych. Zbory Boże w Liberii liczą 75 000 wiernych zrzeszonych w 400 zborach, co czyni je największym wyznaniem zielonoświątkowym w kraju. 
Kościół prowadzi obecnie cztery aktywne instytucje szkoleniowe: jeden koledż i cztery instytuty biblijne. Zbory Boże zostały założone w Liberii przez amerykańskich i kanadyjskich misjonarzy zielonoświątkowych, którzy po raz pierwszy przybyli do kraju na Boże Narodzenie w 1908 roku, zaledwie dwa lata po przebudzeniu na Azusa Street w Los Angeles w USA. 
Podczas wojny domowej która trwała 30 lat, co najmniej 350 kościołów i cztery szkoły biblijne zostały zniszczone lub poważnie uszkodzone.